# Omicidio di Gaetano Amoroso
L'omicidio di Gaetano Amoroso, un operaio e militante comunista, avvenne a Milano il 30 aprile 1976 a seguito di una aggressione il 27 aprile di un gruppo di attivisti di estrema destra, durante gli anni di piombo. 

## Storia
Gaetano Amoroso era uno studente lavoratore, nato a Milano nel quartiere di Porta Venezia, e fin da giovanissimo prese parte alle agitazioni studentesche organizzati dalla Lega del Vento Rosso, una organizzazione di studenti e artisti del Partito Comunista Italiano (Marxista-Leninista), nella quale grazie a dei finanziamenti del comune di Milano, si impegnò alla realizzazione di alcuni murales tuttora presenti nella periferia milanese. Il suo impegno politico e culturale lo portò poi a occupare la fabbrica dove il padre lavorava, attuando un'autogestione, che si concluse con la riappropriazione dei beni da parte degli operai. In quello stesso periodo poi prese parte alle occupazioni delle case sfitte a piazza Risorgimento, per ridistribuirle tra le famiglie bisognose della periferia milanese. La sua militanza fu all'inizio nel gruppo Unione Comunisti Italiani, per poi passare ai Comitati Antifascisti, che furono la nuova denominazione del movimento studentesco.
La sua attiva partecipazione alle lotte politiche sociali per il comunismo gli attirò l'odio dei gruppi neofascisti, i quali organizzarono un agguato a lui e ai suoi amici il 27 aprile 1976, aggredendoli a colpi di coltello in via Carlo Goldoni, in zona Porta Vittoria dove rimase ferito, morendo poi il 30 aprile 1976.
 Dopo l'omicidio, una targa che ricorda il fatto è stata affissa all'angolo di via Goldoni con via Giulio Uberti.